# Projektmanagement-Software
Projektmanagement-Software (PMS) ist Software, die bei der Durchführung von Aufgaben des Projektmanagements unterstützt.

## Einsatz
Grundsätzlich ist Projektmanagement auch ohne einen speziellen Softwareeinsatz möglich. Insbesondere bei einer hohen Projektkomplexität, vielen Beteiligten oder der Integration in unternehmensweite Systeme (ERP, Kostenrechnung, Dokumenten-Management-System etc.) kann Projektmanagement-Software jedoch wertvolle Dienste leisten. Am Markt hat sich eine ganze Reihe von Anbietern von Projektmanagement-Software etabliert. Einige Softwarelösungen sind branchenspezifisch.
Nach ihrem Funktionsumfang und ihrer Zielsetzung können verschiedene Kategorien von Software unterschieden werden, die im Projektmanagement eingesetzt werden. Funktional werden entsprechende Anwendungen häufig nur für bestimmte Teildisziplinen des Projektmanagements eingesetzt, z. B. die Terminplanung. Andere Lösungen decken mehrere oder alle Aspekte des Projektmanagements integriert ab. Eigenentwicklungen werden in der Regel nur für isolierte Teilaspekte verwendet, ansonsten werden Lösungen vom Softwaremarkt eingesetzt.
PM-Werkzeuge unterstützen u. U. gleichzeitig die Aufgaben des Projektmanagements und die operative Projektarbeit: Z. B. definiert der Projektmanager die geplanten Aktivitäten, die Projektmitarbeiter dokumentieren die Ergebnisse im selben Werkzeug. Größere Lösungen übernehmen auch Funktionen wie Personalplanung, Zeiterfassung und Abrechnung. Auch das Arbeiten von zuhause wird ermöglicht. Dazu gibt es CRM Systeme mit integriertem Projektmanagement. Die Grenze zwischen Projektmanagement-Software, CRM und ERP verschwimmt zunehmend.

## Arten
Wie Unternehmensprozesse im Allgemeinen, so werden auch die Prozesse in Projekten inkl. dem Projektmanagement heutzutage weitgehend (nach WHITE and FORTUNE in Ahlemann mehr als 75 %) durch Softwarelösungen unterstützt.
Nach Ahlemann können PMS-Systeme wie folgt kategorisiert werden:
- Single Project Management Systems, nur jeweils für ein einzelnes Projekt eingesetzt
- Multi Project Management Systems, unterscheidbar nach planungs-orientiert, prozess-orientiert, ressourcen-orientiert, service-orientiert
- Enterprise Project Management Systems, für unternehmensweiten Einsatz
- Project Collaboration Platforms, z. B. Kommunikationslösungen

Hinzu kommen zahlreiche Programme, die eigentlich nicht projektmanagement-spezifisch sind, die aber zweckspezifisch genutzt werden können, z. B. Office-Anwendungen, Datenbanksysteme, Kreativitätstools (z. B. Mind Mapping) oder auch Issue-Tracking-Systeme.
Technologisch gesehen lassen sich heutige PMS-Systeme entlang der folgenden Dimensionen differenzieren:
- Standardsoftware vs. Umfassend konfigurierbar
- On-premise vs. Cloud
- Java vs. HTML5 vs. .net
- Integration über Middleware vs. Web-Services vs. API
- Widget vs. Applet vs. klassische Fenstertechnik

## Anforderungen

Das M-Modell nach Frederik Ahlemann

Ahlemann wählt eine konzeptionelle Softwarearchitektur, die alle Projektmanagementaufgaben enthält (von ihm M-Modell genannt). Er fasst die Aufgaben nach folgenden, am Projektlebenszyklus orientierten Gruppen zusammen:
Ideengenerierung, Ideenevaluierung, Portfolioplanung, Programmplanung, Projektplanung, Projektcontrolling, Programmcontrolling, Portfoliocontrolling, Programmabschluss, Projektabschluss.
Er ergänzt sie um die allgemeinen Projektmanagement-Aufgabengebiete:
Personal Information Management, Teamzusammenarbeit, Administration und Konfiguration, Schnittstellen, Sonstiges.
Innerhalb dieser Gruppen beschreibt die Architektur die funktionalen Anforderungen selbst. Beispiele (aus 49 Kriterien) sind:
Ressourcenmanagement, Risikomanagement, Kostenmanagement, Termin- und Zeitplanung, Aufgabenmanagement, Qualitätsmanagement, Issue Management, Status Reporting, Wissensmanagement, Projektmetriken, Testmanagement usw.
Weiterhin berücksichtigt das M-Modell organisatorische und Architekturkriterien wie Projektvorlagen, Projektkalender, Datenbanken, Datei Import/Export, Online-Hilfe etc.
Ahlemann nutzte diese Kriterien zur Gegenüberstellung (nicht zur 'Bewertung') von 28 Mehrbenutzer-Projektmanagementsystemen.
Darüber hinaus sollte berücksichtigt werden, dass unternehmensübergreifend vielfach drei Systemwelten anzutreffen sind (CRM, ERP, PPM), die oft einen gleichwertigen Stellenwert haben und zunehmend technisch und prozessual integriert werden müssen.
Bei anderen Autoren und in deren Evaluationen sind die Kriterien zur Bewertung von Projektmanagement-Software strukturell i. d. R. andere; inhaltlich sollten sie jedoch ähnliche Sachverhalte berücksichtigen, nämlich alles, was zur Unterstützung effizienter Projektmanagementprozesse erforderlich ist.

## Universal-Werkzeug versus Werkzeug-Mix
In der Ahlemann-Studie erreichen die untersuchten Systeme im Durchschnitt 36 Prozent der insgesamt erreichbaren 'Sterne'. Das zeigt, dass in den Werkzeugen entweder Funktionalität gänzlich fehlt oder dass Anforderungen nur teilweise als erfüllt gelten – was i. d. R. aus der Produktpositionierung des Herstellers resultiert. Vollständig unterstützende Systeme gibt es demnach nicht.
Als Folge daraus werden in den Unternehmen i. d. R. mehrere Werkzeuge unterschiedlicher Kategorien und Hersteller ergänzend eingesetzt – etwa gemäß dem nachfolgenden Beispiel:
- Standardwerkzeuge zur Tabellenkalkulation, Textverarbeitung oder für Grafiken werden häufig für die Projektdefinition, das Projektberichtswesen, das Ziele- und das Risikomanagement, die Aufgabenverwaltung usw. benutzt.
- Durch aufgabenspezifische Mustervorlagen, die individuell zu füllen sind (z. B. für Open Issues), kann das PM unterstützt werden. Solche Vorlagen gibt es auch für die operative Projektarbeit, z. B. für ganze Vorstudien, Fachkonzepte etc.
- Sehr verbreitet ist die Nutzung spezialisierter PM-Applikationen i. Z. mit Terminen, Ressourcen, Kosten – in unterschiedlichem Funktionsumfang (z. B. nur Planung oder inkl. Kontrolle / Berichtswesen) inklusive verschiedener Datenansichten (Projektstrukturplan, Kanban-Tafel, Kalender, Gantt-Chart...)
- Softwarelösungen mit hoher funktionaler Integration steuern z. B. prozessorientiertes Bearbeiten (nach einem Vorgehensmodell, evtl. personalisiert), unterstützen das Change- und Aufgabenmanagement, bilden das zu schaffende System als Modell ab und speichern darin den jeweiligen Stand der Arbeitsergebnisse – bis hin zu automatisch erzeugbaren Statuskontrollen (über Dashboards) und Projektstatusreports etc.
- Zur Kommunikation werden praktisch immer Mailsysteme benutzt. Bei virtuellen Projektteams oder verteilten Stakeholdern werden häufig Webkonferenzsysteme verwendet.
- Enterprise Wikis werden unter anderem für das Wissensmanagement im PM eingesetzt.
- Weitere Unterschiede in der Softwarenutzung ergeben sich aus Architekturmerkmalen von IT-Lösungen, z. B. Mehrbenutzerfähigkeit, Mehrprojektfähigkeit, Internet- / Browserfähigkeit, Versionierung von Ergebnissen, Berechtigungskonzept usw. Auch gehört dazu, dass das PMS zur technischen IT-Plattform im Unternehmen passt. Dies sind jedoch keine PM-spezifischen Kriterien.

Die Werkzeuge bestimmen nicht nur maßgeblich die Inhalte und die Form von Arbeitsunterlagen und -ergebnissen, sondern auch die Qualität der PM-Prozesse: Dabei sollten möglichst keine Lücken und keine zu großen Redundanzen (Gefahr der Inkonsistenz) entstehen, sodass die Bearbeitung möglichst effizient möglich ist, z. B. auch über Import-/Export-Schnittstellen zwischen verschiedenen Werkzeugen.

## Marktanteile
Mit Stand Januar 2020 sehen die Marktanteile von Projektmanagement-Software in Deutschland wie folgt aus: Jira (46,3 %), Microsoft Project (12,1 %), Kanban (6,9 %), HPE Alm (2,8 %), Trello (2,7 %) und Smartsheet (2,1 %).